# Molí de Rosquilles
El Molí de Rosquilles és un edifici de Masdenverge (Montsià) inclòs a l'Inventari del Patrimoni Arquitectònic de Catalunya i està declarat com a Bé Cultural d'Interès Local.

## Descripció
Es tracta d'una casa cantonera situada al nucli de la vila, prop de l'església.
De planta quadrada amb pati posterior. Té planta baixa, pis i golfes. A la planta baixa presenta porta central d'arc de mig punt, de fusta, amb carreus de pedra als muntants i llinda. Al primer pis hi ha un balcó i una petita finestra. Les finestres són fetes amb muntants i llinda de totxos a mode de dovelles. Golfes amb obertures quadrades tapades amb totxos. Teulada a doble vessant de teula àrab i petita cornisa amb canalera.

## Història
Molí situat a la part més antiga del poble, al cim del turó, molt a prop de l'església. Aquest edifici era un molí de sang, amb premsa de giny. Actualment està abandonat perquè el seu propietari no viu al poble.